# 一枝黄花
一枝黃花（學名： Solidago decurrens），別稱野黃菊、山邊半枝香、酒金花、滿山黃、百根草、百條根、千根廣、一支槍、一支箭、朝天一柱香、黃花草、六葉七星劍、土細辛、黃花細辛、黃花一枝香、鐵金拐、蛇頭王、見血飛、葉柴胡、釣魚桿柴胡、金柴胡、金邊菊及柳枝黃等，為菊科一枝黃花屬植物。本品種是一個多型性的種，葉形與花序式有極大變化。花期8－10月，果期10－12月。

## 分佈
一枝黃花生於海拔565－2850米的山坡、闊葉林緣、林下、路旁及草叢之中。本品種原產於中國華東、中南及西南等地。在中國大陆境內，分佈於浙江、江蘇、安徽、江西、貴州、湖南、湖北、廣東、廣西、雲南、西藏及陝西南部；此外台灣等地均有分佈，亦為香港原生物種。在印度、日本、韩国、老挝、尼泊尔、菲律宾、越南等也有分布。

## 形態特徵
一枝黃花是一種多年生草本植物，高約35－100厘米，偶有高達1米。根狀莖粗短直立，圓柱形，單生或少數簇生，不分枝或中部以上有分枝，基部帶淡紫色，光滑無毛。葉為長橢圓形、卵形或寬披針形，互生，先端急尖，基部楔形，中部以上邊緣有細齒或全緣，葉質較厚，葉兩面、沿葉脈及葉緣披短柔毛或下面無毛，長約2－5厘米，寬約1－1.5厘米。花為頭狀花序，長約6－8毫米，寬約6－9毫米；通常長於枝莖上部排列成傘狀圓錐花序或總狀花序，亦有時排列成復頭狀花序；總苞片披針形或披狹針形，4－6層，中內層長約5－6毫米，頂端漸尖或急尖，邊緣膜質；外圍舌狀雌性花，花舌橢圓形，黃色，約八朵，長約6毫米；中央為管狀兩性花，多數，雄蕊5枚，聚藥，花藥基部稍鈍先端有帽狀附屬物；柱頭2裂；子房下位。果為瘦果，圓筒形，無毛，有時頂端披疏柔毛。

## 生長
一枝黃花喜生長於涼爽濕潤的氣候，耐寒，宜栽種於肥沃疏鬆富含腐殖質排水良好的砂質土壤中。可採用種子、分株等方法繁殖。

## 藥性及毒性
一枝黃花全草入藥，性味辛、苦，微溫，能袪風清熱、解毒清腫等，可治毒蛇咬傷、感冒、扁桃体炎、支氣管炎、上呼吸道感染、咽喉腫痛、肺炎、肺結核、白喉、急性及慢性腎炎、小兒疳積及口腔糜爛等，见于清朝医学家吴其濬的《植物名实图考》。全株含皂甘，家畜誤食可引致痲痺及運動障礙等中毒症狀。

## 相似品種
一枝黄花和入侵物种加拿大一枝黄花（Solidago canadensis）为同科不同种植物。

## 延伸阅读
[在维基数据编辑]
 《植物名實圖考·一枝黃花》，出自吳其濬《植物名實圖考》

## 外部連結
- 中國數字植物標本館[永久]
- 一枝黃花后里國民中學
- 一枝黃花 Yizhihuanghua （页面存档备份，存于） 藥用植物圖像資料庫 (香港浸會大學中醫藥學院) （中文）（英文）
- 一枝黃花 Yi Zhi Huang Hua （页面存档备份，存于） 中藥標本數據庫 (香港浸會大學中醫藥學院) （繁體中文）（英文）